# Roman Sikorski
Roman Sikorski   (Mszczonów, 11 de juliol de 1920 - Varsòvia, 12 de setembre de 1983) va ser un matemàtic polonès.

## Vida i obra
Sikorski va néixer a la vila de Mszczonów (uns cinquanta quilòmetres al sud-oest de Varsòvia) i va cursar el estudis secundaris a la propera ciutat de Żyrardów. Finalitzats els estudis secundaris el 1937, va ingressar a la universitat de Varsòvia per estudiar matemàtiques, però la Segona Guerra Mundial va interrompre els seus estudis, tornant a la seva vila natal. Acabada la guerra, va continuar els estudis a Varsòvia i el 1949 va defensar la seva tesi doctoral, dirigida per Andrzej Mostowski, en la qual demostrava el més tard conegut com teorema de Loomis-Sikorski sobre la representabilitat de les àlgebres σ-booleanes. Després d'uns anys fent de professor a la Universitat Tecnològica de Varsòvia, el 1952 es va incorporar com professor a la universitat de Varsòvia, en la qual va romandre fins a la seva mort el 1983. També va col·laborar amb l'Institut de Matemàtiques de l'Acadèmia Polonesa de Ciències, del qual va ser director entre des de 1967 fins a 1969.
Sikorski va publicar més de cent-vint obres entre llebres, monografies i articles científics. Els seus camps de recerca van ser la lògica matemàtica,, les àlgebres de Boole, l'anàlisi funcional, la teoria de la mesura i la teoria de la distribució.
És especialment recordat per haver demostrat per primera vegada, juntament amb Helena Rasiowa, de forma purament algebraica el teorema de completesa de Gödel. També amb Helena Rasiowa, van publicar l'influent llibre The Mathematics of Metamathematics (1963) i van demostrar el teorema avui conegut com lema de Rasiowa-Sikorski.